# Леонтович Іван Андріанович
Іва́н Андріа́нович Леонто́вич (Іван Андрійович Леонтович; 1 січня 1893, с. Тенетиська, Рава-Руський повіт, Австро-Угорщина — 30 червня 1970, Прага, Чехословаччина) — український поет, стенограф, перекладач і редактор. Член Спілки українських лікарів Чехословаччини.

## Життєпис
Іван Андріанович (Андрійович) народився 1 січня 1893 року в селі Тенетиська Рава-Руського повіту в Австро-Угорській імперії.
Під час національно-визвольних змагань, у 1917—1918 роках, працював стенографом Української Центральної Ради.
Через два роки закінчив гімназію у Львові. У 1920—1921 роках навчався на теологічному факультеті Львівського університету, у 1921—1927 роках вивчав медицину, у 1922—1926 — філософію, у 1927—1928 — природознавство в Карловому університеті в Празі.
У 1924—1939 і 1945—1948 роках працював стенографом Національних зборів Чехословаччини. У 1940—1941 роках — редактор відділу преси президії Міністерської ради.
У 1948—1953 роках був ув'язнений із політичних причин. У 1956—1970 роках працював на виробництві в Празі.
Помер 30 червня 1970 року. У 1990 році, за 20 років після смерті поета, реабілітований. У 2012 році донька поета, Марія Іванівна Леонтович-Лошак, передала його особистий архів у Слов'янську бібліотеку в Празі. Значну частину архіву становили неопубліковані ліричні та патріотичні вірші, балади, поеми, зокрема «В неволі», «Боги жаждуть крові» та «Опришок Баюрак».

## Вибрані твори
- «В неволі» (1948),
- «Боги жаждуть крові» (1949),
- «Опришок Баюрак» (1962).